# Noel Chama
Noel Alí Chama Almazán (Chimalhuacán, 15 september 1997) is een Mexicaans snelwandelaar. Hij nam tweemaal deel aan de Olympische Spelen.

## Loopbaan

### Successen als junior
Chama nam in 2012 voor het eerst aan snelwandelwedstrijden deel in eigen land. Een jaar later volgde een eerste internationale wedstrijd in Colombia. In 2014 had hij zich inmiddels zodanig ontwikkeld, dat hij mocht deelnemen aan de CAC Spelen U18, die in eigen land plaatsvonden. Daar wist hij de 10.000 m snelwandelen te winnen in 42.45,24. Later dat jaar werd hij uitgezonden naar de Olympische Jeugdspelen in Nanjing, waar hij zich voor wat betreft zijn snelste tijd op de 10.000 m snelwandelen opnieuw wist te verbeteren en in 42.14,11 de bronzen medaille veroverde.
In 2016 wist Chama zich te kwalificeren voor de WK U20 in Bydgoszcz, Polen, waar hij als zevende finishte. 

### Eerste seniorenjaren en olympisch debuut
In 2017 nam Chama voor het eerst deel aan wedstrijden voor senioren, een snelwandelwedstrijd over 20 km. In het Spaanse A Coruña kwam hij daarbij tot een tijd van 1:23.47. Een jaar later, opnieuw in A Coruña, verbeterde hij zich op deze afstand tot 1:21.55. In 2019 nam Chama voor het eerst deel aan de Mexicaanse kampioenschappen op de 10.000 m snelwandelen, maar die wedstrijd wist hij niet te beëindigen. Twee jaar later deed hij het op deze kampioenschappen een stuk beter; hij veroverde een bronzen medaille.
In 2021 verbeterde Chama bij een wedstrijd in Slowakije zijn persoonlijk record op de 20 km snelwandelen tot 1:20.23. Hiermee kwalificeerde hij zich voor de Olympische Spelen van 2020 in Tokio 2021, waar hij op de 20 km snelwandelen voor mannen zijn olympisch debuut maakte. Met een tijd van 1:28.23 werd hij achtendertigste.

### Deelname aan WK's en OS
In 2022 nam Chama deel aan de wereldkampioenschappen snelwandelen in Muscat, Oman, waar hij op de 20 km snelwandelen als achtste eindigde. Een jaar later nam hij op deze afstand in de aanloop naar de WK in Boedapest deel aan de Pan-Amerikaanse kampioenschappen in Managua in april, gevolgd door de CAC Spelen in El Salvador in juli. Beide keren eindigde hij als derde, waarbij hij zich voor wat betreft zijn eindtijden verbeterde van 1:25.52 in Muscat naar 1:23.09 in El Salvador. Vervolgens eindigde hij in Boedapest als 25e in 1:21.51.
In 2024 was Chama er op de Olympische Spelen in Parijs voor Mexico in dezelfde discipline dus opnieuw bij. In de Franse hoofdstad werd Chama dertiende in een tijd van 1:20.19 en vestigde hiermee een Mexicaans nationaal record. Het was zijn beste olympische prestatie.

## Persoonlijke records
| Onderdeel             | Prestatie | Datum            | Plaats   |
| --------------------- | --------- | ---------------- | -------- |
| 10.000 m snelwandelen | 40.01,26  | 6 mei 2017       | Xalapa   |
| 10 km snelwandelen    | 40.20     | 18 december 2017 | Tlaxcala |
| 20 km snelwandelen    | 1:19.21   | 18 mei 2024      | A Coruña |

## Palmares

### 10.000 m snelwandelen
- 2014:  CAC Spelen U18 - 42.45,24
- 2014:  OS Jeugd – 42.14,11
- 2016: 7e WK U20 in Bydgoszcz (POL) – 41.29,28

### 20.000 m snelwandelen
- 2022: 4e NACAC-kamp. in Freeport (BAH) – 1:31.50,18

### 20 km snelwandelen
- 2021: 38e OS – 1:28.23
- 2022: 8e WK snelwandelen voor landenteams in Muscat (OMA) – 1:25.52
- 2023:  Pan-Amerikaanse kamp. Snelwandelen in Managua (NCA) – 1:25.02
- 2023:  CAC in El Salvador - 1:23.09
- 2023: 25e WK - 1:21.51
- 2024: 13e OS – 1:20.19 (NR)